# Rio Aabach (Afte)
Aabach (antigamente também chamado de Große Aa) é um rio na Alemanha no estado de Nordrhein-Westfalen, de 14 km de extensão. É um pequeno afluente do rio Afte. Sua nascente localiza-se perto de Brilon.